# Касаги (бронепалубен крайцер)
Касаги (на японски: 笠置) е бронепалубен крайцер на Императорските ВМС на Япония от началото на 20 век. Главен кораб на едноименния проект, построен по Втората извънредна програма за попълване на флота от 1896 г. Участва в Руско-японската и Първата световна война. Получава името си в чест на планината Касаги, разположена в съвременната префектура Киото в централната част на Япония.

## Строителство
Крайцерът е построен във Филаделфия, в корабостроителницата на фирмата William Cramp and Sons.

## История на службата
На следващия ден след въвеждането в експлоатация, „Касаги“ взима участие в парад, посветен на края на испано-американската война. През ноември 1898 г. пристига във Великобритания за монтирането на 152-мм оръдия в завода на „Армстронг“. На 16 май 1899 г. пристига в Япония.
През април 1900 г., крайцерът взима участие в големи маневри на Императорския флот в състава на Блокиращата ескадра. На 13 април, по време на престоя на ескадрата в залива Кагошима, „Касаги“ се сблъсква в мъглата с парахода „Маяджима Мару“. Крайцерът остава в строя и продължава участието си в маневрите.
През 1900 г., в състава на международна ескадра, крайцерът взима участие в потушаването на Боксерското въстание в Китай. 52-ма души от екипажа на кораба са изпратени в качеството на десант за действия на брега. В средата на юли 1901 г. участва в поредните маневри, в хода на които се отработва нападение над пристанището Сасебо.
През август 1901 г. „Касаги“, съвместно с крайцера „Ивате“, посещава Владивосток.

### Руско-японска война
Преди началото на руско-японската война, „Касаги“ влиза в състава на 3-ти боен отряд на 1-ва ескадра на Обединения флот. На 9 февруари 1904 г. крайцерът, заедно със своя отряд взима участие в боя с руската Първа Тихоокеанска ескадра. По крайцера са изстреляни 17 снаряда от руските кораби. Преки попадения в кораба няма, макар че в резултат на близкия взрив на 12-дюймов снаряд е повредено оръдие № 9, повреден е дефлекторът на вентилатора на предния димоход и е скъсана една от швартовите вериги..
През март 1904 г. „Касаги“ и крайцерът „Йошино“ са присъединени към 2-ри боен отряд на Втора ескадра от Обединения флот под командването на вицеадмирал Хиконоджо Камимура, вземайки участие в първия поход към Владивосток и обстрела на града. На 13 април корабът води бой с руския крайцер „Баян“, притекъл се на помощ на миноносеца „Страшний“. На 14 май „Касаги“ действа в състава на отряда на адмирал Насиба. Около 10,50 ч. броненосецът „Хацусе“ попада на мина, заложена от минния заградител „Амур“. След няколко минути се чува взрив и от броненосеца „Яшима“. „Касаги“ се опитва да окаже помощ на „Хацусе“, но в 12,33 ч. броненосецът попада на друга мина и бързо потъва. „Касаги“ участва в спасяването на екипажа, вадейки от водата 134 души, и води огън по руските миноносци, излизащи от Порт Артур. На 23 юни, при излаза на руската ескадра в открито море, „Касаги“ води наблюдение за действията на руските кораби. На 10 август, в хода на боя в Жълто море, „Касаги“ обстрелва броненосеца „Полтава“ и участва в неуспешното преследване на крайцерите „Асколд“ и „Новик“.
В битката при Цушима, „Касаги“ е флагмански кораб на командира на 3-ти боен отряд на вицеадмирал Шигето Дева. Именно по „Касаги“ е произведен първия изстрел в сражението – от броненосеца „Орёл“. Около 14,30 ч. крайцерите от отряда влизат в схватка с руските кораби „Олег“, „Аврора“ и „Жемчуг“, а също така водят огън по плаващата работилница „Камчатка“, буксирния параход „Русь“ и транспорти. В 17.08 ч. „Касаги“ получава попадение от снаряд под водолинията, в резултат на което са наводнени склада за въглища и едно от котелните отделения. Корабът е принуден да напусне боя за отстраняване на повредите. По време на битката на крайцера е убит един човек, а девет получават рани.
През октомври 1908 г., крайцерът взима участие в първите мащабни маневри на Императорския флот след руско-японската война. От 1910 г. „Касаги“ служи в качеството на учебен кораб. От октомври 1910 до март 1911 г. извършва плаване с кадети на борда до Хавайските острови. През 1912 г., в хода на модернизация на кораба, цилиндричните котли са заменени с котли „Миябара“.

### Първа световна война
В началото на войната „Касаги“ продължава да се използва като учебен кораб. На 20 юли 1916 г. крайцерът са натъква на скали в Сангарския пролив. Сериозните повреди на корпуса не позволяват спасяването му. След демонтажа на част от оборудването, корабът е изоставен от екипажа си и потъва на 10 август 1916 г.

## Командири на кораба
- капитан I ранг Сакамото Хаджиме (Sakamoto, Hajime) – от 1 октомври 1901 до 23 октомври 1902 г[5].
- капитан I ранг Ниши Шинрокуро (Nishi, Shinrokuro) – от 14 май до 11 септември 1903 г[6].
- капитан I ранг Иде Ринроку (Ide, Rinroku) – от 11 септември 1903 до 7 януари 1905 г[6].
- капитан 2-ри ранг (от 12 януари 1905 г. – капитан I ранг) Ямая Танин (Yamaya, Tanin) – от 7 януари 1905 г. до 14 юни 1905 г[7].
- капитан I ранг Арима Рьокицу (Arima, Ryokitsu) – от 14 юни до 12 декември 1905 г[7].
- капитан I ранг Нишияма Ясукичи (Nishiyama, Yasukichi) – от 12 декември 1905 г. до 5 август 1907 г[8].
- капитан I ранг Ямагата Бунзо (Yamagata, Bunzo) – от 5 август 1907 до 20 април 1908 г[9].
- капитан I ранг Того Кичитаро (Togo, Kichitaro) – от 15 септември до 10 декември 1908 г[10].
- капитан I ранг Цукияма Киотомо (Tsukiyama, Kiyotomo) – от 10 декември 1908 до 14 февруари 1909 г[9].
- капитан I ранг Кубота Хикошичи (Kubota, Hikoshichi) – от 14 февруари 1909 до 7 април 1909 г[9].
- капитан I ранг Китано Кацуя (Kitano, Katsuya) – от 16 февруари 1910 г. до 19 март 1910 г[7].

## Галерия
- Крайцерът в САЩ, октомври – ноември 1898 г.

## Коментари
1. ↑  В някои рускоезични източници се указва водоизместимост от 6000 дълги тона.